# Осакаровська селищна адміністрація
Осака́ровська селищна адміністрація (каз. Осакаров кенттік әкімдігі, рос. Осакаровская поселковая администрация) — адміністративна одиниця у складі Осакаровського району Карагандинської області Казахстану. Адміністративний центр — селище Осакаровка.
Населення — 8812 осіб (2021; 8046 у 2009, 8080 у 1999, 10660 у 1989).
Станом на 1989 рік існувала Осакаровська селищна рада (смт Осакаровка).